# Scotia (Nebraska)
Pour les articles homonymes, voir Scotia (homonymie).
Scotia est un village du comté de Greeley, dans l'État du Nebraska, aux États-Unis. En 2020, il comptait une population de 301 habitants.